# James Edgar (cầu thủ bóng đá)
James Henry Edgar (sinh năm 1882) là một cầu thủ bóng đá người Anh thi đấu ở vị trí tiền vệ chạy cánh cho Sunderland.